# Desmodium lupulinum
Desmodium lupulinum là một loài thực vật có hoa trong họ Đậu. Loài này được Schltdl. miêu tả khoa học đầu tiên năm 1838.